# The Pantomime In Neosolium
The Pantomime In Neosolium je druhým studiovým albem instrumentální metalové skupiny Abstract, vydaným v roce 2008. Album bylo nahráno během září 2006 až jara 2007 v popradském nahrávacím studiu (MF Studio) již v tradiční pětičlenné sestavě: Peter "Lego" Lengsfeld (doprovodní kytara), Palo Gáblik (sólová kytara), Tomáš "Julo" Balon (basová kytara), Miloš "Milosh" Fábry (klávesy), Peter Gáblik (bicí). Album byl oficiálně vydán až v roce 2008 po podpise smlouvy s vydavatelstvím Elysion music na CD nosiči a celkem obsahuje 7 instrumentálně-metalových skladeb a bonusový materiál v podobě hudebního videoklipu ke skladbě „Niarain“. Videoklip režíroval Rastislav Škrinár podle scénáře Petra "Lega" Lengsfelda.Autorem grafického řešení obalu je Viktor "WICKY" Makovický podle návrhu Petra "Lega" Lengsfelda. Námětem obalu je stylizovaná hlava mima, která vystihuje spojitost s pantomimou. Mim nevypustí ze svých úst v průběhu celého svého představení ani slovo a stejně mluví a vyjadřuje se. Podobně stejně se na pódiu vyjadřuje i skupina ABSTRACT, která se přimlouvá posluchačům svojí hudbou beze slov.  

## Zajímavosti z alba
Instrumentální skladba "Sorseria" se již objevuje jako bonusový materiál na albu Fragmenthea v roce 2005 a pro tohle album byla opětovně nahraná. K albu byl před vydáním doplněný videoklip ke skladbě „Niarain“, natočený koncem roku 2007 pod režií Rasťo Škrinára a podle scénáře Petra "Lega" Lengsfelda.

## Seznam skladeb
1. „In the Line of Life“ – instrumentální skladba – 02:32
2. „Sorseria“ – instrumentální skladba – 06:10
3. „Niarain“ – instrumentální skladba – 07:14
4. „H.R.O.N (High Radiation of Neutrino)“ – instrumentální skladba – 10:28
5. „0.100.0.4“ – instrumentální skladba – 06:51
6. „IX 8 XI %“ – instrumentální skladba – 03:55
7. „In the Line of Death“ – instrumentální skladba – 05:24
8. „Niarain“ – videoklip – 07:14